# 마스 옵저버

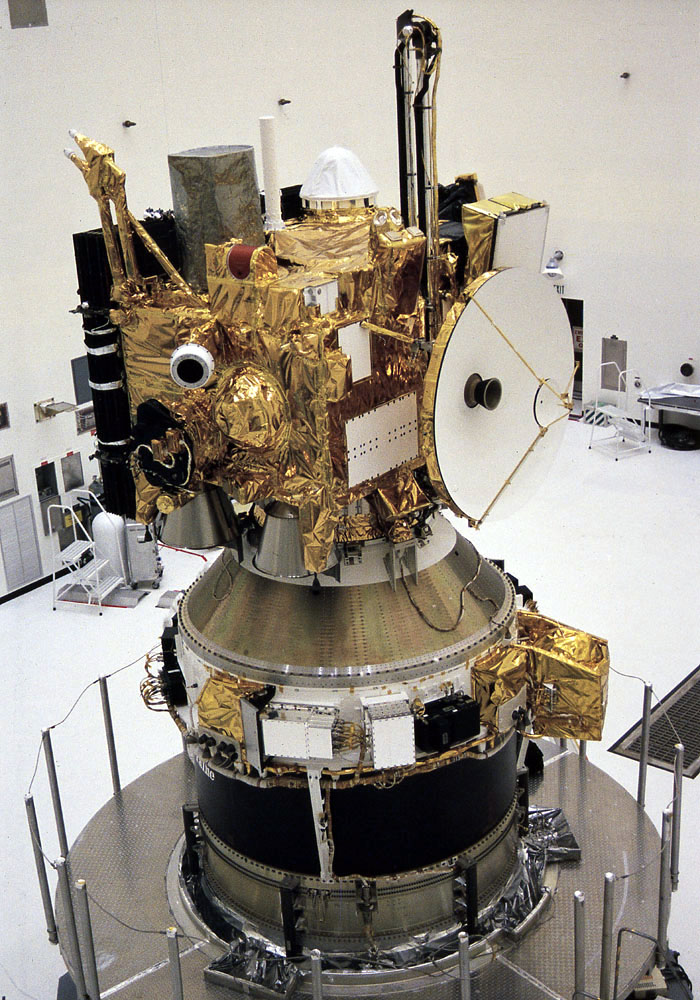
조립 중인 마스 옵저버

마스 옵저버(Mars Observer)는 1992년 9월 25일 발사된 NASA의 화성 탐사선으로, 옵저버 계획의 처음이자 마지막 탐사선이었다. 마스 옵저버는 화성의 지리와 기후를 연구하기 위해 설계되었으나 화성 궤도에 들어가기 3일 전인 1993년 8월 21일에 통신이 두절되어 탐사는 실패로 끝났다(실종).
이 탐사에는 약 8억 1300만 달러의 상당히 많은 비용이 소모되었으며, 이후 옵저버 계획은 NASA의 회계 사정에 따라 취소된다. 하지만 마스 옵저버를 위해 개발된 실험 기구들은 마스 글로벌 서베이어와 같이 나중에 발사된 탐사선에 재활용되었다.

## 실종 원인
예정된 화성 궤도에 돌입하기 3일 전인 1992년 8월 21일 탐사선에서 손실이 생겼다는 통신이 전해졌고, 이후 연락이 두절되어 탐사는 실패로 끝났다. 1994년 1월 4일 조사위원회에서는 통신 손실의 가장 큰 원인으로 우주선의 추진 시스템에서 연료 가압 탱크가 파열됨으로써 우주선이 제 기능을 하지 못했을 것이라고 발표했다. 하지만 다른 이유로는 마스 옵저버 관제팀이 원격 송신 장치를 꺼놓았다가 발사 직후 재부팅 해야하는데 하지 않아서 콘트롤을 할 수 없는 고철 덩어리가 되어 우주속으로 무제한 날아가 버렸다는 가능성도 제기된 바있다.

## 같이 보기
- 화성 탐사
- 우주 탐사